# Braunia squarrulosa
Braunia squarrulosa là một loài Rêu trong họ Hedwigiaceae. Loài này được (Hampe) Müll. Hal. mô tả khoa học đầu tiên năm 1879.